# 張賢眞
張 賢眞（チャン・ヒョンジン、2004年5月18日 - ）は、大韓民国ソウル特別市出身のプロ野球選手（内野手）。右投左打。SSGランダース所属。
徳島インディゴソックスでの登録名はヒョンジン。

## 経歴

### プロ入り前
ソウル高等学校では4番を打ち、公式戦22試合で打率.392を記録する。

### 徳島時代
2023年2月13日に四国アイランドリーグplusに所属する徳島インディゴソックスに入団することが発表された。背番号は0。
2023年は開幕戦の高知ファイティングドッグス戦に7番・指名打者で出場すると4打数4安打を記録し、その後一時は4番打者にも起用された。2年目の2024年は主に指名打者として起用され（そのほかに外野手および二塁手・三塁手）、46試合に出場して打率.288を記録した。シーズン終了後の10月29日に、自由契約での退団が発表された。

### くふうハヤテ時代
2024年シーズンよりウエスタン・リーグに参入したくふうハヤテベンチャーズ静岡のトライアウトに参加し、2024年12月16日に入団が発表された。背番号は7。
2025年、主に一塁手・三塁手としてプレーしていたが、母国のSSGランダースへの移籍を理由に6月12日付けで退団となった。くふうハヤテでは26試合に出場し、打率.156、4打点の成績を残した。

### SSGランダース時代
2025年6月11日、SSGランダースに育成選手として入団することが発表された。

## 人物
徳島でのチームメイトで、2024年シーズン中にKBOリーグ2チームに派遣された白川恵翔とは交友を結び、オフの2024 WBSCプレミア12決勝戦をともに観戦した。

## 詳細情報

### 独立リーグでの打撃成績
出典はリーグのデータサイト。
| 年 度     | 球 団     | 試 合 | 打 席 | 打 数 | 得 点 | 安 打 | 二 塁 打 | 三 塁 打 | 本 塁 打 | 塁 打 | 打 点 | 盗 塁 | 盗 塁 死 | 犠 打 | 犠 飛 | 四 球 | 敬 遠 | 死 球 | 三 振 | 併 殺 打 | 打 率 | 出 塁 率 | 長 打 率 | O P S |
| --------- | --------- | ----- | ----- | ----- | ----- | ----- | -------- | -------- | -------- | ----- | ----- | ----- | -------- | ----- | ----- | ----- | ----- | ----- | ----- | -------- | ----- | -------- | -------- | ----- |
| 2023      | 徳島      | 54    | 160   | 145   | 22    | 35    | 7        | 0        | 2        | 48    | 19    | 3     | 0        | 0     | 2     | 11    | -     | 2     | 43    | 2        | .241  | .300     | .331     | .631  |
| 2024      | 徳島      | 46    | 129   | 111   | 18    | 32    | 8        | 0        | 1        | 43    | 18    | 2     | 2        | 0     | 0     | 15    | -     | 3     | 20    | 1        | .288  | .388     | .37      | .775  |
| 通算：2年 | 通算：2年 | 100   | 289   | 256   | 40    | 67    | 15       | 0        | 3        | 91    | 37    | 5     | 2        | 0     | 2     | 26    | -     | 5     | 63    | 3        | .262  | .339     | .355     | .695  |

### ウエスタン・リーグでの打撃成績
| 年 度 | 球 団  | 試 合 | 打 席 | 打 数 | 得 点 | 安 打 | 二 塁 打 | 三 塁 打 | 本 塁 打 | 塁 打 | 打 点 | 盗 塁 | 盗 塁 死 | 犠 打 | 犠 飛 | 四 球 | 敬 遠 | 死 球 | 三 振 | 併 殺 打 | 打 率 | 出 塁 率 | 長 打 率 | O P S |
| ----- | ------ | ----- | ----- | ----- | ----- | ----- | -------- | -------- | -------- | ----- | ----- | ----- | -------- | ----- | ----- | ----- | ----- | ----- | ----- | -------- | ----- | -------- | -------- | ----- |
| 2025  | くふう | 26    | 75    | 64    | 2     | 10    | 5        | 0        | 0        | 15    | 4     | 0     | 0        | 2     | 1     | 7     | -     | 1     | 23    | 1        | .156  | .247     | .234     | .481  |

### 背番号
- 0（2023年 - 2024年）
- 7（2025年 - 同年6月12日）
- 49（2025年6月13日 - ）